# ارتنبرگ (هسن)
شهر ارتنبرگ (به آلمانی: Ortenberg) در ایالت هسن در کشور آلمان واقع شده‌است.